# Zilvervos

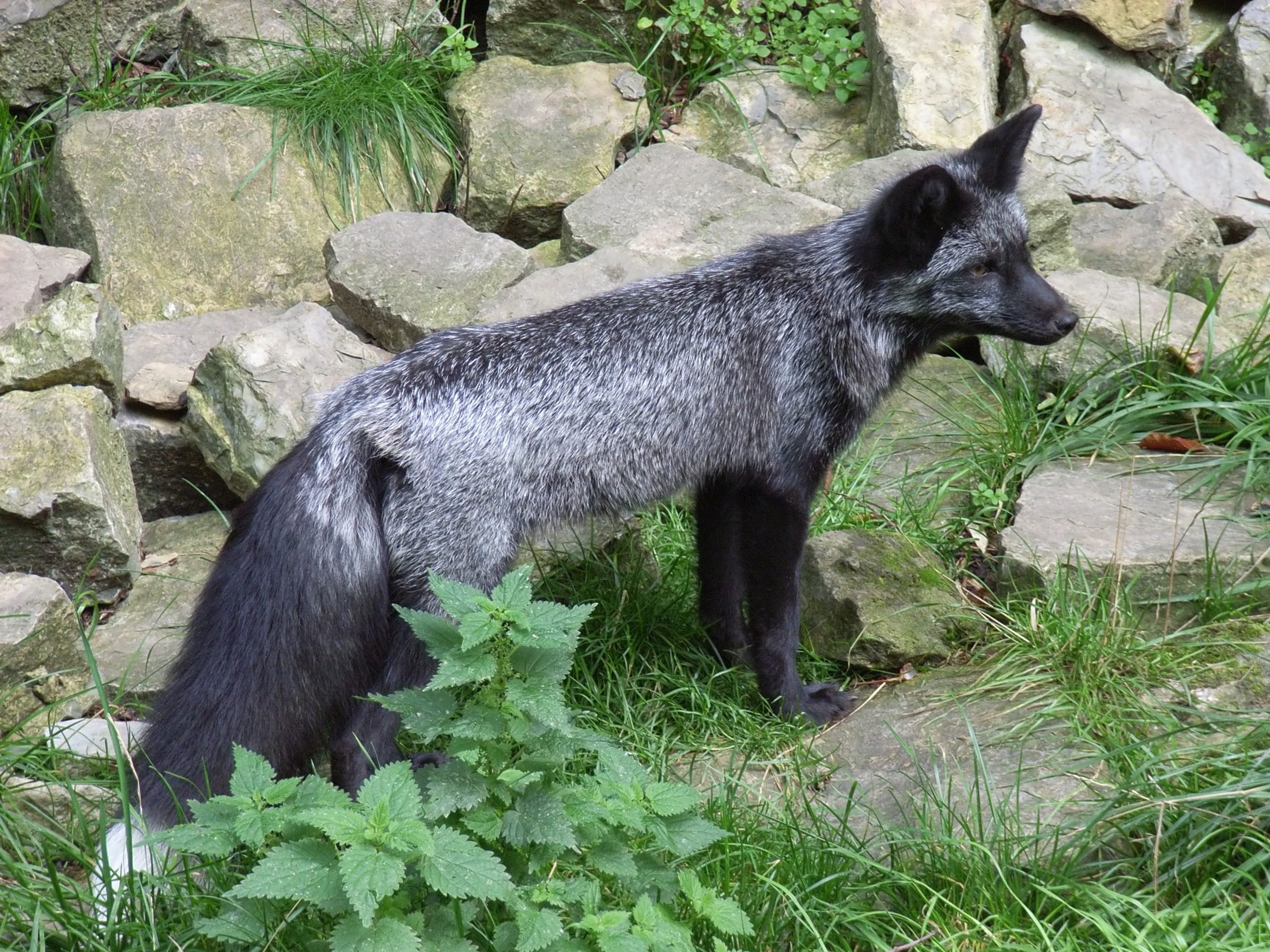
Een zilvervos

Een zilvervos is een zilverkleurige mutant van de rode vos (Vulpes vulpes) en wordt in verschillende landen gefokt vanwege de pels.

## Zilvervos en vos
Er bestaat een grote variatie aan kleuren onder vossen, uiteenlopend van donkergrijs tot rood, lichtbruin en wit. Zilvervossen komen in kleine aantallen in het wild voor. Ook zijn er overgangsvormen, die worden aangeduid als kruisvos of bastaardvos.

## Domesticatie
Al vanaf het begin van de negentiende eeuw worden kruisvossen gehouden. De eerste berichten over het houden van zilvervossen stammen uit 1895 toen in Canada op Prince Edward Island met het houden van deze dieren werd begonnen. Ook in Scandinavië en Rusland werd gefokt met zilvervossen.
In Rusland is vanaf 1959 tot omstreeks 2012 geëxperimenteerd met domesticatie van zilvervossen. Het doel was binnen enkele tientallen jaren tot tamme dieren te komen en het normale duizenden jaren durende domesticatieproces terug te brengen tot enkele decennia. Volgens een verslag van dit experiment, geschreven door de Russische geneticus Lyudmila Trut in de American Scientist (1999), lukte het om het agressieve gedrag geheel te laten verdwijnen. Dit experiment maakte gebruik van de denkbeelden van de Russische geneticus Dmitri Beljajev, die meende dat nogal wat typische kenmerken van huisdieren – korte snuit, vachtpatroon en dwergvorming – bijproducten zijn van selectie op tamheid. De experimenten werden gestart met zilvervossen die voornamelijk afkomstig waren van Estlandse commerciële pelsdierfokkerijen. In het experiment werden telkens uit elke generatie de tamste dieren geselecteerd voor het vervolg van het fokprogramma. In de zesde generatie bleken vossen voor te komen die contact met mensen zochten, jankten om aandacht en mensen likten. In de dertigste generatie bestond ongeveer 75% van de vossen uit dit tamme type. In 1999 was een populatie van honderd volledig gedomesticeerde, behaagzieke en gehoorzame zilvervossen ontstaan. Ook zag een deel van de dieren er anders uit: hun vacht was bonter, ze hielden langer slappe oren en hadden kortere staarten en poten. Daarnaast bleken ze eerder geslachtsrijp en wierpen ze een pup meer.

## Vossenfokkerij

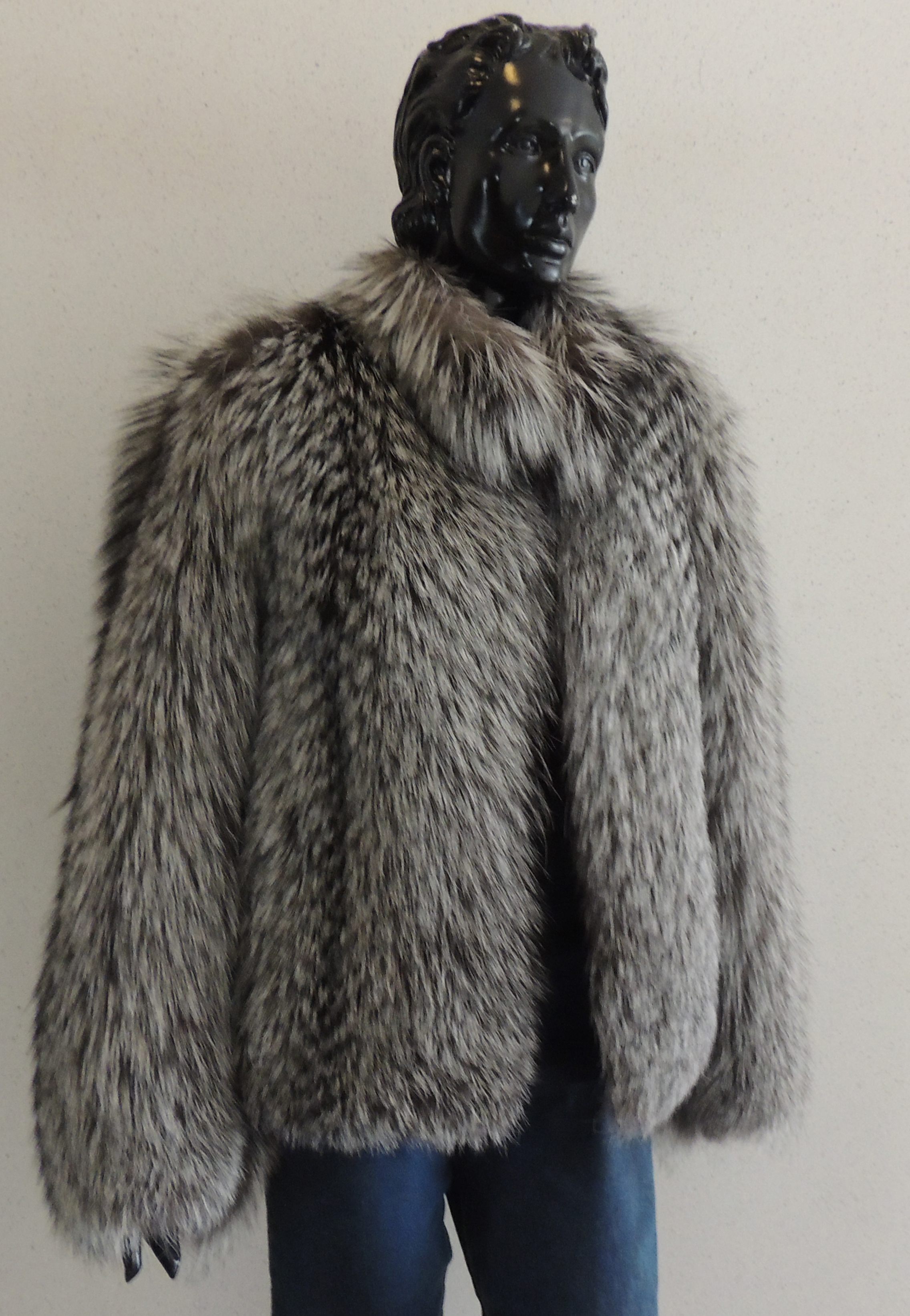
Jasje gemaakt van drie zilvervossen

Zilvervossen worden op grote schaal gefokt voor bont. China kent de grootste zilvervosbontsector met een jaarlijkse productie van meer dan 10 miljoen pelzen. Binnen Europa zouden volgens de EFBA, de Europese belangengroep van de bontindustrie, ruim 2 miljoen vossenpelzen (2015) geproduceerd worden. Finland is met ongeveer 2 miljoen pelzen de koploper, op ruime afstand gevolgd door Polen, Noorwegen, Estland, Letland, Litouwen, Tsjechië en Denemarken.
In Nederland werden onder meer in Buren zilvervossen gefokt. Vanwege de maatschappelijke weerstand tegen het dragen van bont en de pelsdierfokkerij besloot de regering het fokken van vossen te verbieden. Ook in België is het fokken van zilvervossen verboden.